# Contentum
Contentum is het tweede album van Atrox, uitgebracht in 2000 door Season Of Mist.

## Tracklist
1. "Sultry Air" – 6:12
2. "Unsummoned" – 6:45
3. "Lizard Dance" – 7:12
4. "Panta Rei / Gather In Me No More" – 10:55
5. "Ignoramus" – 3:59
6. "Letters To Earth" – 6:15
7. "Serenity" – 5:46
8. "Homage" – 5:37
9. "What Crawls Underneath" – 7:38
10. "Torture" – 1:26
11. "Outro" – 3:10